# Adolphe Perraud
Pour les articles homonymes, voir Perraud.
Adolphe Louis Albert Perraud (7 février 1828 à Lyon - 10 février 1906 à Autun) est un oratorien, évêque, cardinal et historien français.

## Repères biographiques

### Prêtre et oratorien
Normalien (1847), agrégé d'histoire et géographie (1850), Adolphe Perraud enseigne l'histoire au lycée d'Angers entre 1850 et 1852, date à laquelle il entre à l'Oratoire. Adolphe Perraud est ordonné prêtre le 2 juin 1854 pour l'Oratoire, récemment restauré par Alphonse Gratry. Il enseigne d'abord au petit séminaire de Coutances dont il est aussi directeur spirituel et prêche dans divers diocèses. Il visite l'Irlande en 1860, visite dont il livre des Études en 1862. Il poursuit des études de théologie et reçoit son doctorat en 1865 de la  Sorbonne. Aussitôt après il enseigne la rhétorique et l'histoire de l'Église de 1866 à 1874 dans cette même université. En 1870, il est nommé par Émile Ollivier membre du Conseil supérieur de l'Instruction ; il est aussi chapelain aux armées du maréchal de Mac-Mahon. Après la guerre de 1870, ses prêches sont très suivis à l'église Saint-Roch et à Saint-Augustin.
Il est élu membre de l'Académie française en 1882.
Il est l'auteur d'ouvrages d'histoire religieuse, dont notamment une Histoire de l'Oratoire en France du XVIIIe siècle au XIXe siècle et une Histoire de la renaissance du catholicisme en Angleterre au XIXe siècle, et de nombreuses œuvres pastorales et oratoires.
Il est élu supérieur général de l'Oratoire de France en 1884, charge qu'il assume jusqu'en 1901 ; il démissionne alors ne voulant pas se résoudre à demander l'autorisation dans le cadre de la nouvelle loi de 1901 que le gouvernement anticlérical imposait aux congrégations, en préalable à leur interdiction.

### Évêque
Nommé évêque d'Autun le 10 janvier 1874, il est consacré le 29 juin suivant par le cardinal Joseph Guibert.
Après la catastrophe minière de Montceau-les-Mines, c'est lui qui tient à célébrer les funérailles des 22 mineurs morts.
Excellent orateur, il prêche les oraisons funèbres du cardinal Guibert, du cardinal Lavigerie et du maréchal de Mac-Mahon. Il est invité aussi à prêcher les conférences de Carême à Notre-Dame de Paris.

### Cardinal
Créé cardinal in pectore par le pape Léon XIII au consistoire du 16 janvier 1893, sa nomination est publiée au consistoire du 29 novembre 1895, avec le titre de cardinal-prêtre de San Pietro in Vincoli. À ce titre, il participe au conclave qui suit la mort du pape Léon XIII en juillet 1903. Après l'exclusive prononcée contre le cardinal Rampolla, de la part de l'Autriche, il demeura fidèle à ce dernier, et jusqu'au dernier scrutin, se prononça pour le candidat de la France.
Il meurt à Autun le 10 février 1906.

## Succession apostolique
Adolphe Perraud a ordonné les évêques suivants :
- Évêque Étienne-Antoine-Alfred Lelong (1877)

## Honneurs

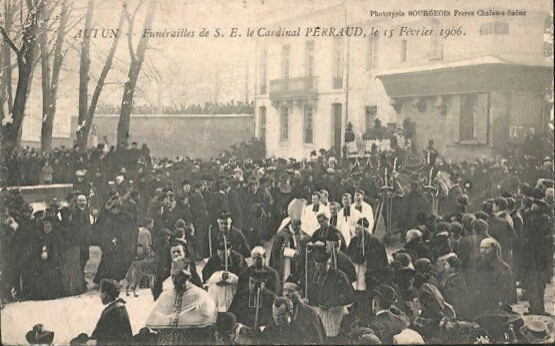
Funérailles du cardinal Perraud à Autun le 15 février 1906.

Adolphe Perraud est décoré de l'ordre national de la Légion d'honneur le 9 février 1876. Il reçoit le titre de docteur honoris causa de l'université Jagellonne de Cracovie en 1900.
À Autun, la portion de la place d'Hallencourt située devant le palais épiscopal et à proximité de la cathédrale reçoit le nom de place du Cardinal-Perraud en 1946. L'inauguration a lieu l'année suivante, le 30 août 1947, en présence du nonce apostolique Angelo Giuseppe Roncalli, futur pape Jean XXIII.
En 2017, Benoît Rivière, évêque d'Autun, crée le prix de littérature Cardinal-Perraud, destiné à promouvoir « un vrai dialogue entre chrétiens et artistes ».

## Armes
D'or, à la croix de gueules, cantonnée au premier canton d'une marguerite d'azur.

## Œuvres
- Études sur l'Irlande contemporaine, Paris, Douniol, 1862, deux volumes.
- Histoire de l'Oratoire de France du XVIIe siècle au XIXe siècle, Paris, Douniol, 1865, 507 p. (présentation en ligne).
- Paroles de l'heure présente, 1870 et 1871, Paris, 1872.
- Le Cardinal de Richelieu, Paris, 1872.
- L'abbé Hetsch, 1885.